# Providenciales
Providencials o Provo és una illa pertanyent a les Illes Turks i Caicos. Té una extensió de 98 km² i hi viuen 23,769 habitants sent l'illa amb més població i la tercera en extensió del país, i compta amb els serveis de l'Aeroport Internacional de Providencials, amb vols diaris cap a les principals ciutats dels Estats Units, Canadà i el Regne Unit. A l'illa es troba l'única granja de cargols de mar conch del món. En aquestes illes es troba una de les millors platges del món, Grace Bay, amb la seva fina sorra blanca i un mar increïblement turquesa, a més d'altres llocs de gran bellesa natural com Chalk Sound, Sapodilla Bay i Long Bay. Providencials va ser triada com la millor destinació de platja i sol del món segons TripAdvisor el 2010.